# 燒仙草
仙草冻，客家称为仙人粄，港澳称为涼粉，潮州话称为草粿，又稱仙人冻，是由仙草（学名：Platostoma palustre）熬煮成的凝胶状食品，是一种草药，烧仙草是福建闽西南地区的传统特色饮品，其中在中国国内正宗的古早做法有用草直接烧煮的，而其他有用仙草粉，仙草液制作。在福建、广东、香港、澳门、浙江部分地區十分著名，在台湾也非常流行，还风靡于日本和东南亚地区。烧仙草的外觀和口感均類似两广流行的一種藥膳龜苓膏，但味道不同，做法、材料等均不同。仙草客家傳說與后羿有關，並於入伏後食用，以避免長痱子。

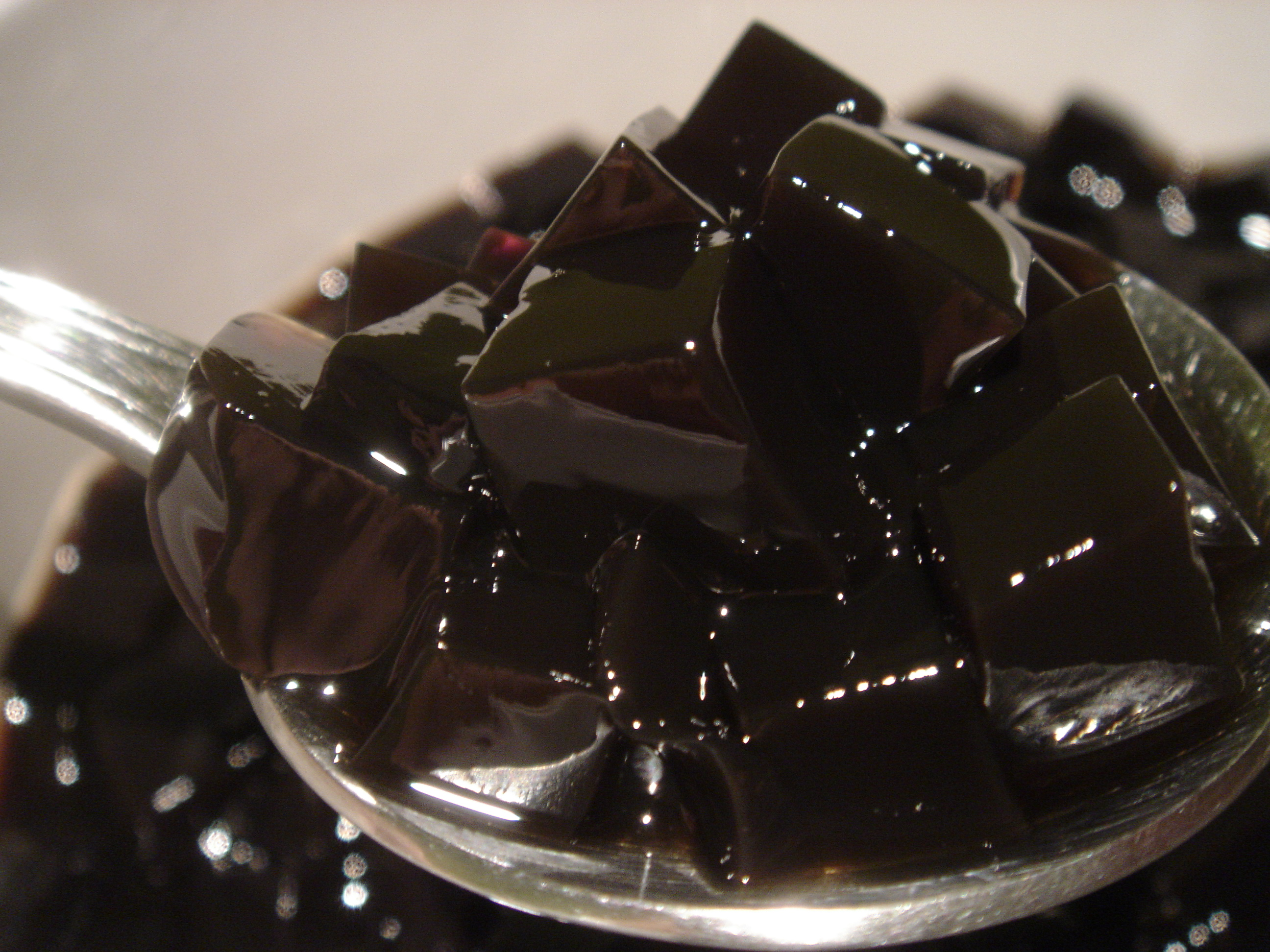
仙草冻

## 外观和食用方法

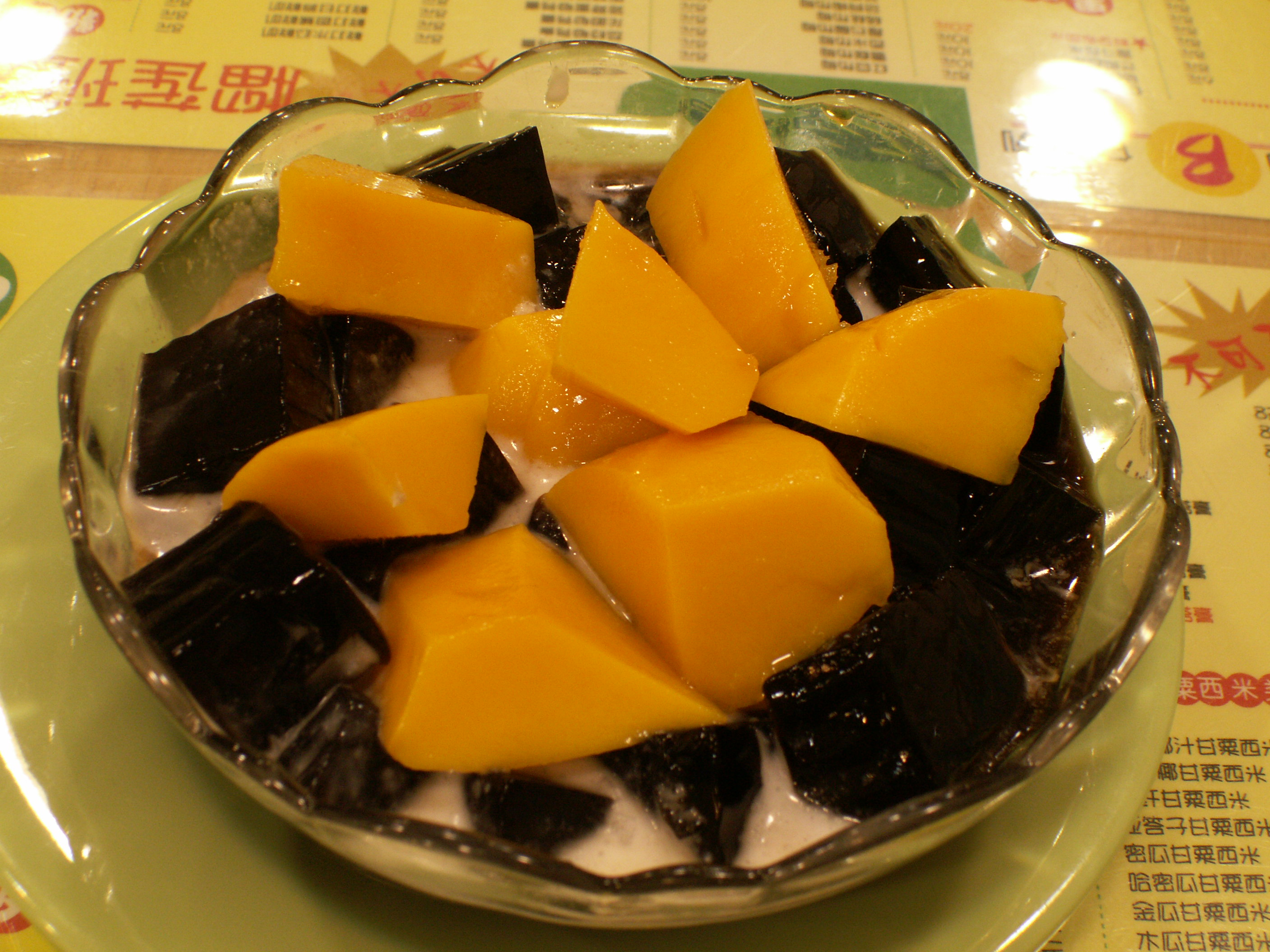
仙草冻，配芒果塊

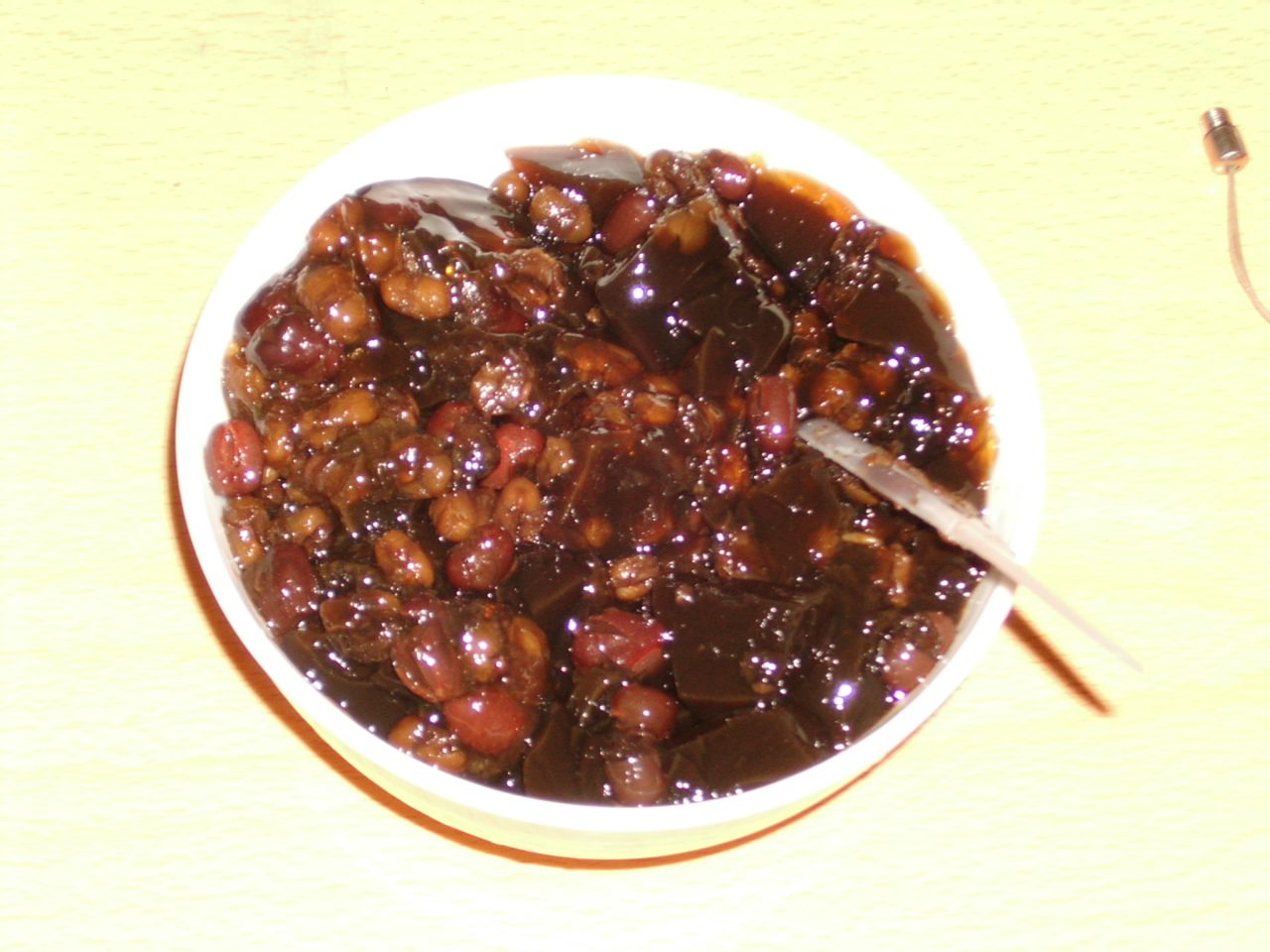
罐頭的涼粉（配料為紅豆和綠豆）

在小吃里面，本品屬於甜品，外觀黑色。食用方法有四種：
- 仙草冻／涼粉：凝膠狀。通常切成小塊，加上糖水、蜜糖或蔗糖等，另外可選擇添加檸檬汁、香蕉露和煉乳等。由於可以消暑，夏天食用較佳，如果加上碎冰，更是消暑聖品。這是台灣及港澳主要的食用方法。

- 台灣燒仙草：热的浓稠液体。冬天食用为佳，常佐以豆類如紅豆、綠豆、芋圆、爱玉和花生等。这种吃法主要流行於台灣。台灣燒仙草主要的發源地是在台灣花蓮玉里[2][3]。

- 潮汕草粿：在广东潮汕地区，一到夏天的街头路边就有小贩推车卖“草粿”，并常与豆花一起。潮汕的“草粿”是一大块凝结状的，吃的时候会撒上白糖（以前多为红糖）。

- 仙草水：稀薄液態冷飲。常帶有切成條狀的凝膠狀仙草冻。有時也與豆漿或者牛奶混合在一起吃。这种吃法主要流行於馬來西亞和新加坡。

## 原材料
仙草，在港澳称涼粉草，是草本植物，高有一公尺餘，採收後曬成仙草乾。传统制作方法需将乾仙草煎製过滤得到药液，并加入薯粉或淀粉，拌匀煮至沸腾后，用陶瓷器盛放冷凝，得到黑色膏状仙草冻。中国的福建及广东，以及台灣新竹縣關西鎮也盛產仙草并加工制成仙草凍。
现在，在超市常常可以見到製成罐頭的涼粉或仙草汁，不過罐頭的涼粉往往口感沒有手工製作的爽滑有彈性。冷凍飲料也有販賣工廠製罐裝仙草，呈碎粒塊甜飲，名為仙草蜜。
至於仙草茶或是仙草乾茶，則是台灣著名的涼茶之一，飲之消暑熱。